# Caatiba
Caatiba is een gemeente in de Braziliaanse deelstaat Bahia. De gemeente telt 9.450 inwoners (schatting 2009).

## Aangrenzende gemeenten
De gemeente grenst aan Barra do Choça, Itambé, Itapetinga, Itororó, Nova Canaã en Planalto.